# Maria Himmelfahrt (Ruschberg)

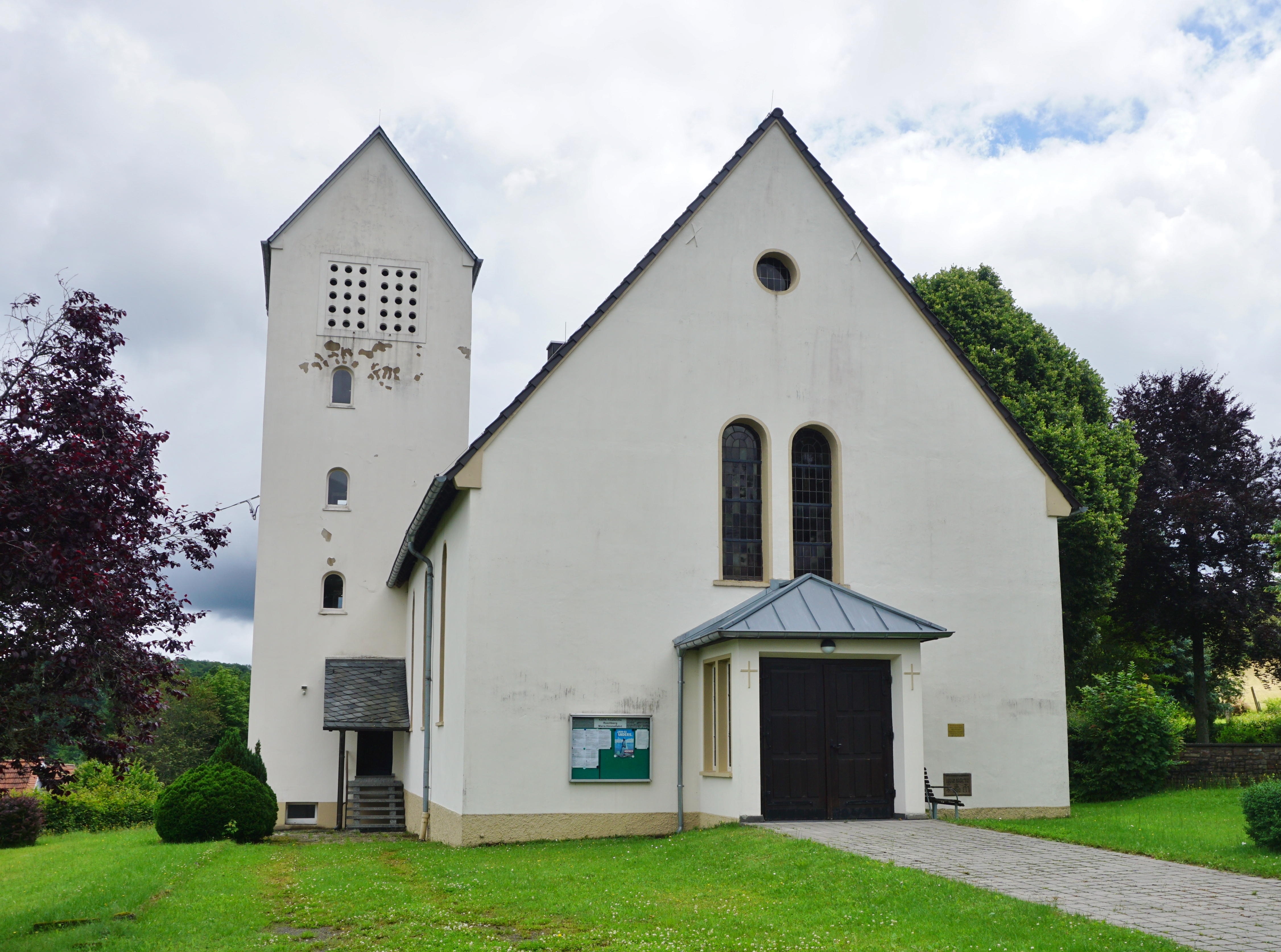
Maria Himmelfahrt in Ruschberg

Die römisch-katholische Kirche Maria Himmelfahrt steht in Ruschberg in der Verbandsgemeinde Baumholder im rheinland-pfälzischen Landkreis Birkenfeld. Sie ist Mariä Aufnahme in den Himmel geweiht.

## Beschreibung
Die Kirche, ein mit einem Satteldach versehener Saalbau, wurde 1954 errichtet. Sie ist eine Filialkirche der Pfarreiengemeinschaft Nahe-Heide-Westrich. Das Bauwerk steht am östlichen Ortsausgang an der örtlichen Hauptstraße. Direkt südlich grenzt der Friedhof an die Kirche. Eine Instandsetzung erfolgte bei Sanierungsarbeiten im Jahr 2014 zum 60-jährigen Bestehen des Gebäudes.
Die Kirche ist hell verputzt und gliedert sich in ein Kirchenschiff, einen kleinen Eingangsvorbei an der Westseite des Schiffs sowie einen nordöstlich an das Schiff angrenzenden Kirchturm. Das Mauerwerk des Kirchenschiffs wird von hohen Rundbogenfenstern sowie einem kleinen kreisrundem Fenster im Westgiebel durchbrochen. Der Kirchturm wird von einem Satteldach gekrönt und weist direkt unterhalb des Giebels Schallöffnungen auf. Das Satteldach des Kirchenschiffs ist mit bräunlichen Dachziegeln gedeckt, während das Turmdach mit Schieferplatten versehen ist.